# Az ígéret (film, 2016)
Az ígéret (eredeti cím: The Promise) 2016-ban bemutatott amerikai történelmi filmdráma, amelyet Terry George rendezett. A főbb szerepekben Oscar Isaac, Christian Bale és Charlotte Le Bon látható. A cselekmény egy szerelmi háromszöget mutat be az Oszmán Birodalom végnapjaiban, nem sokkal az Örmény népirtás kezdete előtt.
A film a Torontói Nemzetközi Filmfesztiválon debütált 2016. szeptember 11-én, majd az Amerikai Egyesült Államokban az Open Road Films mutatta be 2017. április 21-én, a népirtás kezdetének 102. évfordulóján. A kritikai visszhang vegyes volt, azonban anyagi szempontból a film csúfosan megbukott: a 90 millió dolláros költségvetéshez képest csupán 12 millió dollárt termelt, százmilliós anyagi veszteséget okozva a stúdiónak. A forgalmazó marketingigazgatójának elmondása alapján a film célja elsősorban nem a magas bevétel elérése volt, hanem a téma megismertetése a nézőkkel. A rendező véleménye szerint „a nézők napjainkban többet tanulnak a filmekből, mint a történelmi könyvekből”.

## Szereplők
| Szereplő                       | Színész                | Magyar hang       |
| ------------------------------ | ---------------------- | ----------------- |
| Mikael Boghosian               | Oscar Isaac            | Rajkai Zoltán     |
| Ana Khesarian                  | Charlotte Le Bon       | Szilágyi Csenge   |
| Chris Myers                    | Christian Bale         | Fekete Ernő       |
| Dikran Antreassian tiszteletes | Daniel Giménez-Cacho   | Szacsvay László   |
| Marta Boghosian                | Sohre Ágdáslu          | Nyakó Júlia       |
| Harut                          | Abel Folk              | Borbiczki Ferenc  |
| Maral                          | Angela Sarafyan        | Sodró Eliza       |
| Emre Ogan                      | Marwan Kenzari         | Dévai Balázs      |
| Mesrob                         | Yigal Naor             | Papp János        |
| Eric                           | Garen Boyajian         | Horányi László    |
| Vartan Boghosian               | Kevork Malikyan        | Hirtling István   |
| Mustafa                        | Numan Açar             | Hannus Zoltán     |
| Fournet admirális              | Jean Reno              | Jakab Csaba       |
| Garin                          | Tom Hollander          | Czvetkó Sándor    |
| Henry Morgenthau               | James Cromwell         | Dunai Tamás       |
| Lena                           | Alicia Borrachero      | Szirtes Ági       |
| Yeva                           | Milene Mayer Gutierrez | Stern Hanna       |
| Faruk Pasha                    | Tamer Hassan           | Schneider Zoltán  |
| Ismet Ogan                     | Stewart Scudamore      | Gáspár Sándor     |
| Merril tiszteletes             | Andrew Tarbet          | Rába Roland       |
| Dr. Nazim                      | Aharon Ipalé           | Várkonyi András   |
| Zyniker tábornok               | James Chanos           | Dézsy Szabó Gábor |
| Pierre Philippe                | André Marques          | Formán Bálint     |